# Rumänische Eishockeyliga 1969/70
Die Saison 1969/70 war die 40. Spielzeit der rumänischen Eishockeyliga, der höchsten rumänischen Eishockeyspielklasse. Meister wurde zum insgesamt 13. Mal in der Vereinsgeschichte Steaua Bukarest.

## Modus
In der Hauptrunde absolvierte jede der sechs Mannschaften insgesamt 20 Spiele. Der Erstplatzierte der Hauptrunde wurde Meister. Für einen Sieg erhielt jede Mannschaft zwei Punkte, bei einem Unentschieden gab es einen Punkt und bei einer Niederlage null Punkte.

## Hauptrunde

### Tabelle
|    | Klub                      | Sp | S  | U | N  | T   | GT  | Punkte |
| -- | ------------------------- | -- | -- | - | -- | --- | --- | ------ |
| 1. | Steaua Bukarest           | 20 | 19 | 1 | 0  | 163 | 39  | 39     |
| 2. | Dinamo Bukarest           | 20 | 14 | 1 | 5  | 105 | 59  | 29     |
| 3. | Avântul Miercurea Ciuc    | 20 | 11 | 1 | 8  | 102 | 69  | 23     |
| 4. | Agronomia Cluj            | 20 | 5  | 2 | 13 | 102 | 54  | 12     |
| 5. | IPGG Bukarest             | 20 | 4  | 3 | 13 | 44  | 92  | 11     |
| 6. | Târnava Odorheiu Secuiesc | 20 | 2  | 2 | 16 | 29  | 143 | 6      |

Sp = Spiele, S = Siege, U = Unentschieden, N = Niederlagen